# Pohlia sericea
Pohlia sericea là một loài Rêu trong họ Bryaceae. Loài này được (Kindb.) Watts & Whitel. miêu tả khoa học đầu tiên năm 1906.